# Piper walkeri
Piper walkeri är en pepparväxtart som beskrevs av Friedrich Anton Wilhelm Miquel. Piper walkeri ingår i släktet Piper och familjen pepparväxter. Inga underarter finns listade i Catalogue of Life.